# Stella (film 2009)
Stella è un cortometraggio del 2009 diretto da Gabriele Salvatores per il progetto "PerFiducia", che ha coinvolto anche i registi Ermanno Olmi e Paolo Sorrentino, autori rispettivamente de Il premio e La partita lenta.
Il lavoro realizzato da Salvatores per questo ciclo di cortometraggi evolve nei suoi dieci minuti di metraggio da un drammatico incipit che diviene occasione per sviluppare il tema della fiducia.